# 索尼α7 III
索尼α7 III（型號：ILCE-7M3，簡稱A73）是一個由索尼製造全畫幅無反光鏡可換鏡頭相機。於2018年2月26日發表，為索尼α7 II的後繼機種，並於2018年4月10日上市。索尼雖將其定位為「入門款」的全片幅相機，卻擁有許多索尼高端型號α7R III和α9的功能。

## 產品特點
該相機擁有超過前代機型的幾個不斷進步，將一些功能從高端α7R III和α9下放。 
- 2420萬像素全畫幅BSI CMOS感光元件
- 與α9相同的693個相位AF點以及425個對比AF點，覆蓋率達93％
- 更強大的連續眼睛自動對焦模式（眼控AF）[7]
- 5軸光學防手震
- 10 fps連拍（機械或靜音）
- 多種4K錄影模式：4K / 24p 6K過採樣輸出，或裁剪部分感光元件的4K / 30p 5K過採樣輸出
- 和α9和α7RIII相同的NP-FZ100電池，更大的電池讓每次可拍攝的照片達到710張（CIPA測量），是目前世界上無反相機電池壽命最長的
- 升級的可操作性和功能，包括添加用於調整對焦點的操縱桿，雙SD卡插槽，SuperSpeed USB（USB 3.1 Gen 1）USB Type-C

相機保留了α7 II的236萬點OLED取景器，且相比之前的0.71倍放大倍率，放大倍率提升到0.78倍。可惜的是LCD的螢幕解析度從122.8萬點下降至92.2萬點。

## 另見
- 索尼α7R III
- 索尼α9
- Exmor R

## 外部鏈接
- ILCE-7M3 （页面存档备份，存于）
- Sony α7III （页面存档备份，存于） dpreview